# L'Âne dans la culture
L'âne dans la culture des populations humaines, de par son partage de la vie quotidienne des hommes, en particulier des petites gens, a depuis longtemps occupé une place importante. Ses singuliers attributs physiques et ses traits de caractère interviennent de multiples façons dans les mythes, les légendes, la religion, ainsi que dans l'imaginaire et ses expressions orales, littéraires, picturales, cinématographiques et musicales.

## Mythes et légendes
- Le roi légendaire Midas est doté d'oreilles d'âne après un différend avec le dieu Apollon dans la mythologie gréco-latine.
- Le roi Marc est lui aussi affublé d'oreilles d'âne selon certaines versions de la légende de Tristan et Yseult.
- Dans les traditions populaires de la Gascogne et des Pyrénées, un âne rouge, qui a la particularité de grossir ou de s'allonger démesurément, est une des formes du diable : il terrorise les passants, la nuit, à proximité d'un pont. Ou bien, sous l'apparence d'un âne inoffensif, il laisse des enfants monter sur son dos, en s'allongeant à mesure, puis, quand tous les enfants sont montés, il se jette dans l'eau et les noie. On lui donne le nom de Drac, c'est-à-dire un génie maléfique lié aux dangers de l'eau[1].
- Le paradoxe de l'âne de Buridan est la légende selon laquelle un âne meurt de faim et de soif entre son picotin d'avoine et son seau d'eau, faute de choisir par quoi commencer.

## Religion

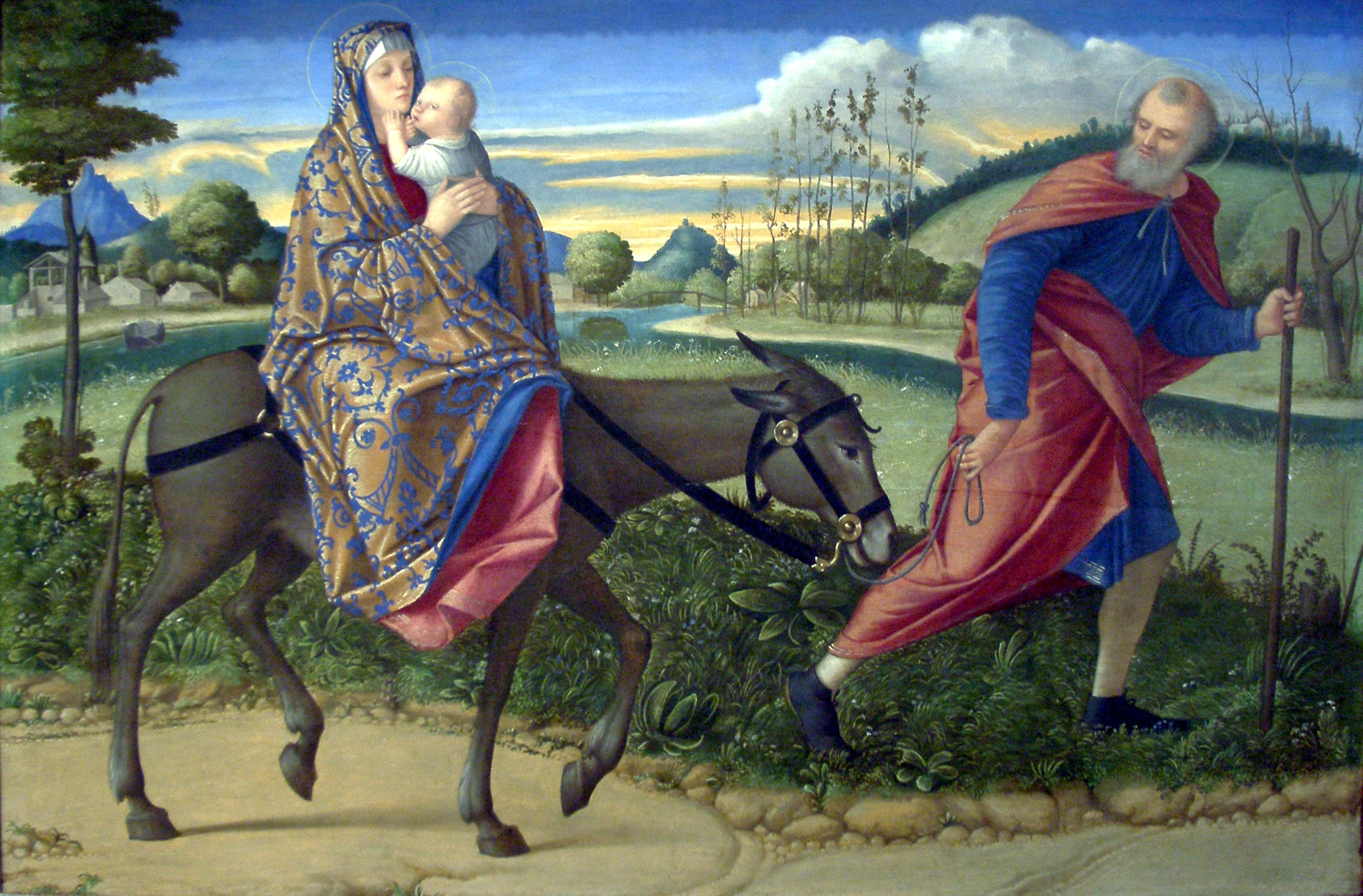
La fuite en Égypte, Vittore Carpaccio, 1500

L'âne figure dans plusieurs représentations tirées de la Bible : le devin Balaam est arrêté par un ange alors qu'il voyage à dos d'ânesse pour se rendre auprès de Balaq (Livre des Nombres, 22-24). C'est ainsi que le représente Rembrandt dans un tableau de 1630 conservé au musée Cognacq-Jay. L'âne apparaît aux côtés du bœuf dans les scènes de la Nativité inspirées de l'Évangile selon Luc, dont s'inspirent les crèches de Noël modernes; il est présent dans les représentations de la fuite en Égypte (Évangile selon Matthieu) et dans celles de l'entrée du Christ à Jérusalem (qui figure dans les quatre évangiles).

## Contes populaires
- Peau d'âne, dont la version la plus célèbre est celle de Charles Perrault, parue en 1694
- Les Musiciens de Brême, conte des Frères Grimm dont le premier protagoniste est un âne

## Expressions, proverbes et idiotismes
Dans la langue française, de nombreuses expressions utilisent l'âne. Il est utilisé pour personnifier l'ignorance, la bêtise, la folie, la disgrâce, la débauche, l'hébétude et l'entêtement. Rares sont les expressions qui ne sont pas péjoratives. Datant de l'antiquité, l'expression Asinus Asinum fricat, littéralement « l'âne frotte l'âne », pour désigner le fait que les imbéciles apprécient la compagnie d'autres imbéciles, en est sans doute le plus vieil exemple,.
Parmi les expressions les plus couramment utilisées aujourd'hui figurent « être têtu comme un âne » et « être bête comme un âne ». Cette dernière est apparue depuis la fin du XVe siècle parce que l'âne, par métaphore, désigne une dupe, un homme dénué de sens logique. Moins connue, peut-être, est l'expression Pont aux ânes.

## Symboles
- L'âne est, avec la couleur bleue, le symbole du parti démocrate américain, l'éléphant étant, avec la couleur rouge, celui du parti républicain.
- L'âne catalan est un symbole de la Catalogne.
- Le bonnet d'âne qui punissait les cancres autrefois avait pour but, d'après certaines personnes, de conférer l'intelligence de l'âne au cancre[réf. nécessaire]. Avec le temps, sa signification a évolué et l'âne a acquis de ce fait une réputation injustifiée qui est ensuite passée dans le langage courant.

## Âne dans l'art

### Peinture

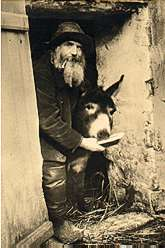
Le père Frédé et son âne Lolo, alias Boronali, devant le Lapin Agile.

L'âne est présent dans la peinture en représentation des scènes de vie rurale ou dans les sujets bibliques.
Un âne est également l'acteur principal, malgré lui, d'une des impostures les plus célèbres de la peinture. En 1910, au salon des indépendants, un tableau est présenté comme l’œuvre de Joachim-Raphaël Boronali, peintre génois installé à Paris. Ce tableau est en fait un canular et a été réalisé par l'âne Lolo, dont le propriétaire est le père Frédé, patron du Lapin Agile à Montmartre. Pour réaliser ce tableau, un pinceau a été attaché à la queue de l'âne et trempé régulièrement dans de la peinture.

### Littérature
L'âne était déjà fort utilisé comme bête de somme et de trait à l'époque sumérienne, et diverses maximes en lien avec cet animal ont été retrouvées sur des tablettes d'argile de cette époque. La littérature sumérienne déjà le présentait comme un animal lent, sot et têtu.
L'âne occupe une place importante dans la littérature en général, et plus généralement dans la fiction. L'âne se définit souvent dans la littérature enfantine par opposition avec le cheval, le premier étant vu comme une bête humble de peu de valeur, le second comme un animal noble. Cette opposition est très nette dans la fable de La Fontaine intitulée Le Mulet se vantant de sa généalogie, l'ascendance noble côté jument étant l'inverse de l'origine roturière par le père âne.
- Les Métamorphoses, ou l'Âne d'or (Asinus aureus), est un roman écrit par Apulée au IIe siècle
- Le Cheval et l'Âne et l'Âne et le Petit Chien sont deux fables de Jean de La Fontaine
- Les Mémoires d'un âne est un roman de la Comtesse de Ségur publié en 1860 (sur wikisource : Mémoires d’un âne)
- Voyage avec un âne dans les Cévennes est un célèbre récit de voyage de Robert Louis Stevenson, paru en juin 1879
- L'Âne est un long poème de Victor Hugo publié en 1880
- J'aime l'âne...[8] poème de Francis Jammes publié en 1898 dans le recueil De l'Angélus de l'aube à l'Angélus du soir
- L'Âne Culotte est un roman d'Henri Bosco paru en 1937
- Dans La Ferme des animaux de George Orwell, publié en 1945, l'âne Benjamin joue un rôle important en ce qu'il est l'un des animaux les plus intelligents de la ferme, mais d'un tempérament cynique

### Cinéma
- 1911 : Bébé et son âne, film français muet de Louis Feuillade.
- 1912 : Max et son âne ou L'Âne jaloux, court métrage muet de Max Linder.
- 1913 : Onésime et son âne, film français muet de Jean Durand.
- 1950 : Bim le petit âne, film français d'Albert Lamorisse.
- 1955 : L'Âne de Magdana, film soviétique réalisé par Tenguiz Abouladzé et Revaz Tchkheidze.
- 1966 : Au hasard Balthazar de Robert Bresson avec Anne Wiazemsky, conte les tribulations de l'âne Balthazar dans les Landes des années 1960.
- 1978 : Le Petit Âne de Bethléem, moyen métrage d'animation américain.
- 2001 : Shrek, film d'animation en images de synthèse américain, avec le personnage de l'Âne bavard, ami de Shrek.
- 2016 : Le Fils de Joseph d'Eugène Green, avec un âne sur l'affiche du film[9].
- 2022 : EO, film de Jerzy Skolimowski, prix du jury au festival de Cannes de la même année. Le film retrace le voyage d'Eo un âne traversant l'Europe, de la Pologne à l'Italie.

### Musique
- Mon âne, chanson enfantine.
- Le Petit Âne gris, chanson d'Hugues Aufray (1968).
- Duo de l'âne[10] dans l'acte II de l'opérette d'André Messager, Véronique.